# 岡田修
岡田 修（おかだ おさむ、1991年5月4日 - ）は、日本のバスケットボール指導者である。

## 来歴
大阪市立桜宮高等学校から天理大学に進学後、2012年から2014年まで学生コーチを務める。2014年9月にHOS実業団でアシスタントコーチ.
2014-15シーズンはbjリーグのバンビシャス奈良でマネージャー兼アシスタントコーチを務める。
2015-16シーズンは大分・愛媛ヒートデビルズのアシスタントコーチに就任したが、2016年1月に成績不振により梅田智之ヘッドコーチと共に退団。
大分退団後は2017年7月まで天理大学でアシスタントコーチ、2018年2月から6月まで龍谷大学のヘッドコーチを務めた。
2018-19シーズンは6月にB3リーグの岩手ビッグブルズとヘッドコーチ契約を締結した。同年12月28日に退団。2019年1月にB3リーグ・東京サンレーヴスのアソシエイトHCに就任し、チームの指揮を執る。
2019-20シーズンは東京CRのヘッドコーチとなり、引き続きチームの指揮を執っていたが、11月27日に契約解除により退団。12月6日、B2・パスラボ山形ワイヴァンズのアシスタントコーチに就任し、2020年2月3日付で退団するまで務めた。 
2020-21シーズンは7月にB2・熊本ヴォルターズのアシスタントコーチに就任。コロナ禍によりヘッドコーチのネナド・ヴチニッチの来日の見通しが立たなかったことから、熊本はコーチングスタッフ体制の見直しを行い、9月に岡田がヘッドコーチに就任した。2021年3月25日よりシーズン終了まで体調不良のため休養し、そのまま契約満了となった。